# Filipa Martins (ginasta)
Ana Filipa da Silva Martins (Porto, 9 de Janeiro de 1996), mais conhecida por Filipa Martins, é uma ginasta portuguesa. Conseguiu a melhor classificação de sempre na ginástica artística portuguesa, com um 37.º lugar na classificação geral individual feminina nos Jogos Olímpicos de Verão de 2016.  Em 2016, foi líder mundial na classificação de paralelas assimétricas.

## Percurso
Martins começou a fazer ginástica quando tinha apenas quatro anos. Começou a treinar porque a mãe de uma colega sua, que trabalhava na faculdade de desporto, perguntou aos seus pais se ela não gostaria de o fazer, uma vez que "tinha jeito".
Actualmente compete pelo Acro Clube da Maia e estuda Ciências do Desporto na Faculdade de Desporto da Universidade do Porto (FADEUP).
Em 2016, fez história ao garantir o 37.º lugar na classificação geral individual feminina nos Jogos Olímpicos de Verão de 2016 - a mais alta classificação de sempre para uma atleta portuguesa nesta prova. Martins ultrapassou a marca de Zoi Lima, que tinha alcançado a 53ª posição nos Jogos Olímpicos de Verão de 2012. 
Qualificou-se para os Jogos Olímpicos de Verão de 2020, aquando da sua participação no Campeonato Mundial de Ginástica Artística de 2019. A atleta conseguiu uma marca de 49.698 pontos.
Em 2021, durante o Campeonato Europeu de Ginástica Artística, em Basileia, na competição de paralelas assimétricas, introduziu um novo elemento técnico que integra o código internacional de pontuação.

## Palmarés
| Ano  | Competição                                      | Classificação     | Especialidade          | Referências   |
| ---- | ----------------------------------------------- | ----------------- | ---------------------- | ------------- |
| 2015 | Taça do Mundo de Ginástica Artística, Cottbus   | medalha de bronze | Paralelas assimétricas | [ 12 ]        |
| 2015 | Taça do Mundo de Ginástica Artística, Cottbus   | medalha de bronze | Solo                   | [ 12 ]        |
| 2015 | Taça do Mundo de Ginástica Artística, Anadia    | medalha de prata  | paralelas assimétricas | [ 13 ] [ 14 ] |
| 2019 | Taça do Mundo de Ginástica Artística, Guimarães | medalha de ouro   | Trave                  | [ 15 ] [ 16 ] |
| 2019 | Taça do Mundo de Ginástica Artística, Guimarães | medalha de bronze | Paralelas assimétricas | [ 15 ] [ 16 ] |